# Rädda biblioteken
”Rädda biblioteken” var en kulturpolitisk kampanj under 1990-talets första hälft. Initiativtagare var Sveriges Författarförbund.
Bakgrunden till rörelsen var ”den dåvarande borgerliga regeringens planer att dra ner på biblioteksverksamheten, avgiftsbelägga boklån samt lägga ner ett antal biblioteksfilialer i samband med den ekonomiska krisen i början på 1990-talet.” De involverade organisationerna och föreningarna, som fick stöd av en stark folklig opinion, framförde kraven: Stoppa biblioteksslakten, Försvara de fria boklånen och Stifta en svensk bibliotekslag. Bland annat insamlades 600 000 namnunderskrifter till stöd för stiftandet av en bibliotekslag.

## Kulturpolitiskt efterspel
År 1994 fick Sverige åter en socialdemokratisk regering och år 1996 antogs en bibliotekslag, som trädde i kraft 1997 och som angav att bibliotekslån skulle vara avgiftsfria och att alla kommuner skulle ha ett folkbibliotek. Detsamma gällde för bibliotekslagen från 2013.